# Rec. 601
Rec. 601, BT.601(이전 이름: CCIR 601) 등의 약어로 알려진 ITU-R 권고 BT.601(ITU-R Recommendation BT.601)은 원래 1982년에 CCIR(이 조직은 이후 ITU-R 부문으로 이름이 변경됨)에서 인터레이스된 아날로그 비디오 신호를 디지털로 인코딩하기 위해 발행한 표준이다. 여기에는 525라인 60Hz 및 625라인 50Hz 신호를 인코딩하는 방법이 포함되며, 둘 다 라인당 720개 휘도 샘플과 360개 색차 샘플을 포괄하는 활성 영역이 있다. 색상 인코딩 시스템은 YCbCr 4:2:2로 알려져 있다.
Rec. 601 비디오 래스터 형식은 ISO/IEC MPEG 및 ITU-T H.26x 압축 형식을 포함한 여러 이후 표준에서 재사용되었지만 소비자 응용 프로그램의 압축 형식은 일반적으로 Rec. 601에 명시된 4:2:2에서 4:2:0으로 감소된 크로마 서브샘플링을 사용한다.
이 표준은 역사상 수차례 개정되었다. BT.601-7로 불리는 7판은 2011년 3월에 승인되었으며 2011년 10월에 공식적으로 출판되었다.

## 배경 및 역사
1980년대 초, 디지털 텔레비전 장비가 등장하기 시작했지만, 각 제조업체들은 PAL, SECAM, NTSC와 같은 기존 아날로그 표준의 독자적인 디지털 버전을 개발하고 있었다.
1981년 ITU 회의에서 CCIR 연구반 11은 통합 디지털 비디오 형식의 매개변수 값을 설명하는 문서 11/1027을 승인했다. 이는 1982년 2월 CCIR 총회에서 초안 Rec. AA/11 "스튜디오용 디지털 텔레비전 인코딩 매개변수"로 채택되었으며, 이후 ITU-R Rec. 601이 되었다.
전 세계적으로 통용되는 디지털 표준을 가능하게 한 핵심 특징은 컴포넌트 코딩을 사용하고 아날로그 표준에 사용된 라인 주파수의 공통 배수인 휘도 샘플링 주파수를 선택한 것이었다. 이러한 "직교" 샘플링 방식은 NBC의 스탠리 배런(Stanley Baron)으로부터 시작되었다.
CCIR 승인에 앞서 제안된 매개변수 값의 유효성을 검증하기 위한 전 세계적인 실험실 테스트가 포함된 준비가 진행되었다. 마르크 크리보셰예프, 리처드 그린, 그리고 일본과 유럽 대표들과 같은 인물들이 국제 협상 및 합의 도출 노력을 이끌었다.

## 신호 형식
Rec. 601 신호는 디지털로 인코딩된 아날로그 컴포넌트 비디오 신호로 간주될 수 있으며, 따라서 샘플링에는 수평 및 수직 동기화 및 블랭킹 간격에 대한 데이터가 포함된다. 프레임 레이트에 관계없이 휘도 샘플링 주파수는 13.5 MHz이다. 샘플은 YCbCr 도메인에서 8비트 또는 10비트 PCM 코드를 사용하여 균일하게 양자화된다.
각 8비트 휘도 샘플의 경우, 검은색을 나타내는 공칭 값은 16이고 흰색을 나타내는 값은 235이다. 1부터 15까지의 8비트 코드 값은 푸트룸(footroom)을 제공하며 필터 언더슈트와 같은 과도 신호 콘텐츠를 수용하는 데 사용될 수 있다. 마찬가지로, 236부터 254까지의 코드 값은 헤드룸(headroom)을 제공하며 필터 오버슈트와 같은 과도 신호 콘텐츠를 수용하는 데 사용될 수 있다. 값 0과 255는 동기화 펄스를 인코딩하는 데 사용되며 가시적인 그림 영역 내에서는 금지된다. Cb 및 Cr 샘플은 부호 없는 값이며, 흰색, 회색 또는 검은색 영역을 인코딩할 때 사용되는 중립 색차 값을 인코딩하기 위해 128을 사용한다.

## 주 색도

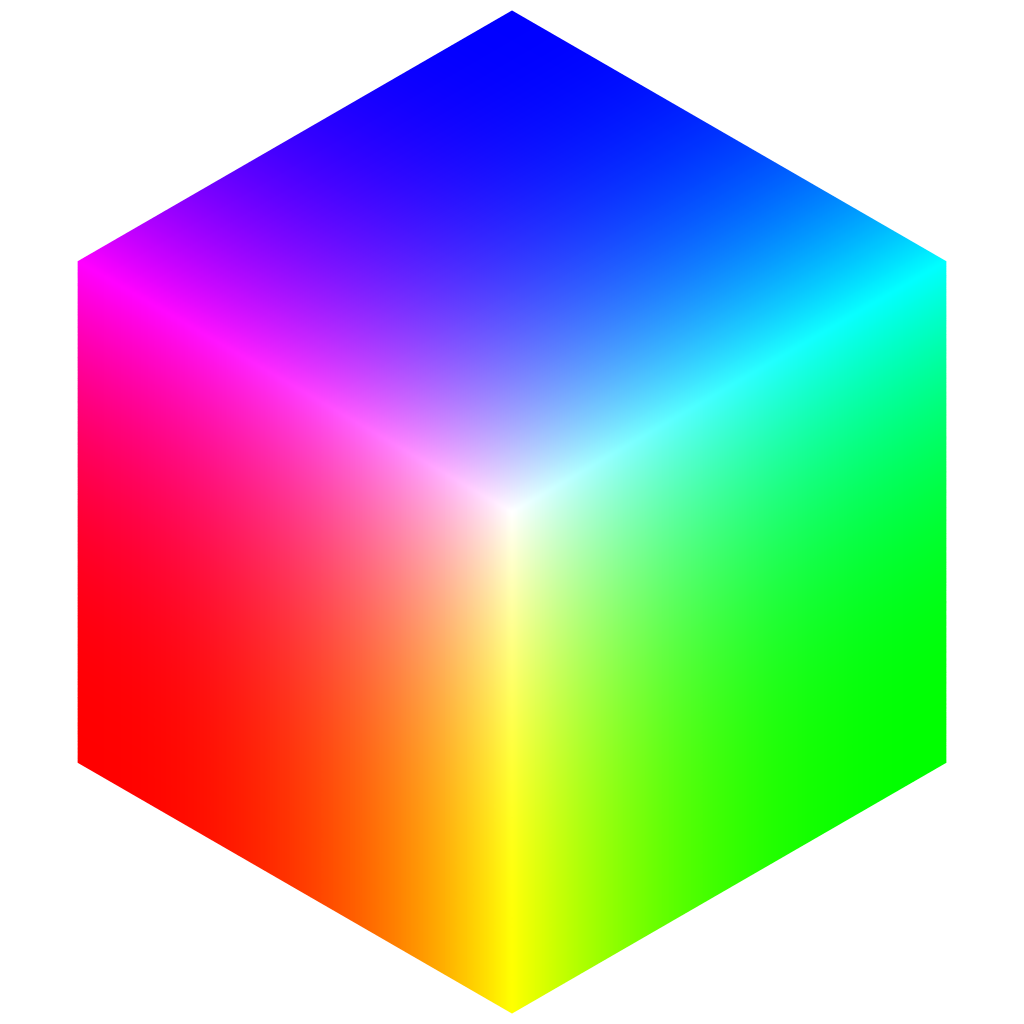
BT.601 525라인 색상 큐브 (ICC 프로파일로 인코딩된 이미지)

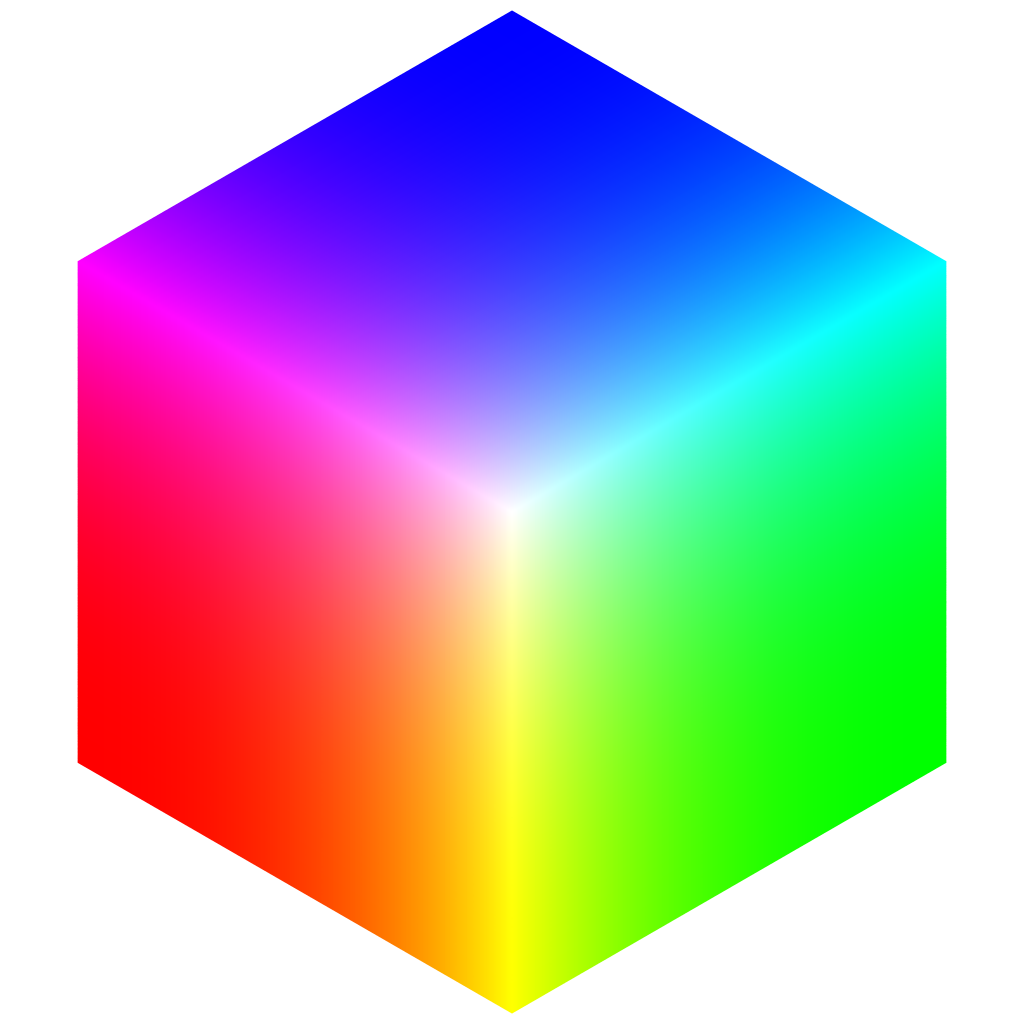
BT.601 625라인 색상 큐브 (ICC 프로파일로 인코딩된 이미지)

625라인(PAL 및 SECAM) 및 525라인(NTSC SMPTE C 프라이머리) 시스템에 대해 약간 다른 원색이 지정되어 있다. 표준의 이전 버전(2007년 1월 승인된 BT.601-6 이전)에는 색상 원색에 대한 명시적인 정의가 포함되어 있지 않았다.
| 색 공간  | 백색점 (D65) | 백색점 (D65) | 원색  | 원색  | 원색  | 원색  | 원색  | 원색  |
| 색 공간  | xW           | yW           | xR    | yR    | xG    | yG    | xB    | yB    |
| -------- | ------------ | ------------ | ----- | ----- | ----- | ----- | ----- | ----- |
| 625 라인 | 0.3127       | 0.3290       | 0.640 | 0.330 | 0.290 | 0.600 | 0.150 | 0.060 |
| 525 라인 | 0.3127       | 0.3290       | 0.630 | 0.340 | 0.310 | 0.595 | 0.155 | 0.070 |

## 전송 특성
Rec. 601은 0 근처에서 선형이고 나머지 휘도 범위에 대해서는 감마 곡선으로 전이되는 비선형 전송 함수를 정의한다:
{\displaystyle E={\begin{cases}4.500L&L<0.018,\\1.099L^{0.45}-0.099&L\geq 0.018.\end{cases}}}

## 수상
CCIR은 Rec. 601 표준 개발로 1982–83년 기술 및 공학 에미상을 수상했다.

## 같이 보기
- YCbCr
- Rec. 709
- Rec. 2020
- ITU-R BT.656
- 화소 가로세로비